# Suiza en los Juegos Olímpicos de Lake Placid 1980
Suiza estuvo representada en los Juegos Olímpicos de Lake Placid 1980 por un total de 44 deportistas que compitieron en 9 deportes.  
La portadora de la bandera en la ceremonia de apertura fue la esquiadora alpina Marie-Theres Nadig.

## Medallistas
El equipo olímpico suizo obtuvo las siguientes medallas:
| Nombre                                              | Deporte      | Competición |
| --------------------------------------------------- | ------------ | ----------- |
| Oro                                                 |              |             |
| Erich Schärer Josef Benz                            | Bobsleigh    | Doble M     |
| Plata                                               |              |             |
| Erich Schärer Ulrich Bächli Rudolf Marti Josef Benz | Bobsleigh    | Cuádruple M |
| Bronce                                              |              |             |
| Jacques Lüthy                                       | Esquí alpino | Eslalon M   |
| Marie-Theres Nadig                                  | Esquí alpino | Descenso F  |
| Erika Hess                                          | Esquí alpino | Eslalon F   |